# Calligonum schizopterum
Calligonum schizopterum là một loài thực vật có hoa trong họ Rau răm. Loài này được Rech.f. & Schiman-Czeika mô tả khoa học đầu tiên năm 1968.